# フィンランド共産党
フィンランド共産党（フィンランドきょうさんとう、フィンランド語: Suomen Kommunistinen Puolue、スウェーデン語: Finlands kommunistiska parti、略称:SKP）は、フィンランドにかつて存在した共産主義政党。
コミンテルン支部として発足したが、1944年までフィンランド国内では非合法とされていた。そのため、1920年代にはフィンランド社会労働党（1920年 - 1923年）並びに社会主義労農選挙団（1924年 - 1930年）へ参加（その後、両者は何れも政府により活動が禁止）。1944年には新たな前衛組織として、フィンランド人民民主同盟（SKDL）を結成するに至る。

## 歴史

### 結党から活動初期
1918年フィンランド内戦にて、労働者や農民らから構成される左派赤衛軍が敗北。フィンランド社会民主党は赤衛軍を支援していたため、一部の党幹部がソビエト連邦に亡命し、そのうち数名がモスクワにて結党した。
フィンランド国内では1944年まで非合法とされており、同年傘下組織としてフィンランド人民民主同盟が結成され、継続戦争以後はSKPが同盟を取り仕切る事となる。

### 冷戦期
1944年から1979年にかけて、SKDLの支持率が17％から24％もあり、冷戦期に「黄金時代」を迎えた。1945年に行われた戦後初の議会選挙では、51議席を得て第一党に躍進。与党となる事も数度あり、内閣12閣僚のうち8閣僚を送り出すに至るも、共産系の首相や大統領は誕生していない。
1960年代半ばには、アメリカ合衆国国務省が党員数を約40000名と推計している（当時の労働人口の1.44％に当たる）。しかし、少数派のスターリン主義者（タイストイスト）による内部抗争のため、次第に地盤を失うと共に弱体化。タイストイストが党のユーロコミュニズム寄りの姿勢をしばしば攻撃するなど、党内にしこりを残す結果となった。
1985年から翌年にかけては、タイストイスト多数の他、数百もの党組織や数千名もの党員が除名を余儀無くされる。除名者はフィンランド共産党 (統一派)（SKPy）を結成するに至った。

### 解党
ソビエト連邦の崩壊に伴い、党内でもイデオロギー的対立が深まり、内部抗争が激化。1990年には、大多数の党員やSKDLの関係者が左翼同盟を結成するに至る。このため、1992年に財政破綻を来たした末、解散となった。
なお、SKPyはSKP解散後も存続し、1997年に「フィンランド共産党」と改名するものの、議会において嘗てSKPが擁していた議席を取り戻せていない。2007年の選挙における得票率は0.7%であった。

## 歴代党首
| イリョ・シロラ         | 1918年 - 1920年 |
| クレルヴォ・マンネル   | 1920年 - 1935年 |
| ハンネス・マキネン     | 1935年 - 1937年 |
| ユッカ・レートサーリ   | 1937年 - 1938年 |
| アイモ・アールトネン   | 1944年 - 1945年 |
| アーロ・ウーシタロ     | 1945年 - 1948年 |
| アイモ・アールトネン   | 1948年 - 1966年 |
| アールネ・サーリネン   | 1966年 - 1982年 |
| ヨウコ・カヤノヤ       | 1982年 - 1984年 |
| アルヴォ・アールト     | 1984年 - 1988年 |
| ヤールモ・ワールストム | 1988年 - 1990年 |
| ヘルヤ・タミソラ       | 1990年 - 1992年 |

| アルヴォ・トゥオミネン | 1935年 - 1940年 |
| ヴィレ・ペシ           | 1944年 - 1969年 |
| アルヴォ・アールト     | 1969年 - 1977年 |
| エーキ・キヴィマキ     | 1977年 - 1981年 |
| アルヴォ・アールト     | 1981年 -1984年  |
| アールノ・アイタムート | 1984年 - 1985年 |
| エスコ・ヴァイニオンパ | 1985年 - 1988年 |
| ヘルヤ・タミソラ       | 1988年 - 1990年 |
| アスコ・マキ           | 1990年 - 1992年 |

## 関連団体
青年組織としてフィンランド共産主義青年同盟（SKNL、1925年 - 1936年）が存在。第二次世界大戦後はフィンランド民主青年同盟（SNDL、世界民主青年連盟加盟）と名を変え活動を行った。

## 日本共産党との関係
1983年6月19日から22日にかけて、日本共産党の不破哲三委員長（当時）を団長とする代表団が訪芬、アルヴォ・アールト議長と初の公式会談を実施。一方、SKPも1985年の日本共産党第17回大会に来賓として出席している。